# Кача (индуизм)
Кача (санскр. कच, IAST: kaca) был древним мудрецом и сыном Брихаспати и Тары согласно индуистской мифологии. Повествование о Каче содержится в Махабхарате, Матсья-пуране и Агни-пуране. Он был известен тем, что выучил Мритью Сандживини (мантра для воскрешения мертвых), но не смог им вернуть к жизни многих мертвых дэвов из-за проклятия дочери Шукры Деваяни.

## Ученик Шукры
Кача был послан своим отцом Брихаспати, чтобы узнать от Шукры, гуру асуров, мантру Мритья Сандживини, позволяющую оживлять мёртвых. Идея заключалась в том, чтобы поделиться этим знанием с дэвами, которые могут проиграть войну. Брихаспати также советует ему сначала произвести впечатление на Деваяни, чтобы повлиять на Шукру, который очень любил свою дочь. Кача следует его совету, и без его ведома Деваяни влюбляется в него.
Тем временем асуры хотят убить Качу, так как он может быть опасен, если выучит мантру. Каждый раз, когда его убивают, Шукра оживляет его своим заклинанием по настоянию Деваяни. В конце концов асуры убивают Качу, сжигают его тело и смешивают пепел с вином. Шукра, не зная об этом, выпивает поднесённое ему вино. Позже, заметив очередную пропажу ученика, он, применив свои сверхъестественные способности, выясняет, что пропавший находится в желудке своего учителя, и понимает, что если теперь оживит Качу, то погибнет сам. Тогда  Шукра учит Качу мантре оживления и приказывает ему выйти. Кача выходит, разрывая живот своего учителя, и возвращает того к жизни с помощью мантры.
Кача возвращается обратно в Девалоку, когда Деваяни внезапно просит его остаться и признаётся в любви, прося жениться на ней. Кача говорит ей, что она его сестра, поскольку приходится дочерью его гуру, а гуру подобен отцу согласно индуистской традиции, к тому же Кача вышел из утробы учителя и также потому стал его отпрыском. Отказ приводит Деваяни в ярость, из-за чего она проклинает Качу, лишив его возможности вспомнить и применить мантру Мритью Сандживини в то время, когда он больше всего в ней нуждается.
Во время ожесточенной битвы между дэвами и асурами Кача пытается использовать мантру Мритью Сандживини, чтобы вернуть к жизни погибших дэвов, но в этот момент срабатывает проклятие Деваяни, из-за которого он забывает мантру. Асуры победили в той битве.